# 4813 Terebizh
4813 Terebizh este un asteroid din centura principală, descoperit pe 11 septembrie 1977 de Nikolai Cernîh.